# فهرست بزرگترین تشییع جنازه‌ها
این فهرست بر اساس تعداد حاضران، تشییع جنازه‌های تاریخی مهم و قابل توجه را نشان می‌دهد:
| تشییع جنازه                                        | تاریخ                | کشور                | شهر                                                               | تعداد شرکت کنندگان  |
| -------------------------------------------------- | -------------------- | ------------------- | ----------------------------------------------------------------- | ------------------- |
| تشییع جنازه آرتور ولزلی (اولین دوک ولینگتون)       | ۱۸ نوامبر ۱۸۵۲       | بریتانیا            | لندن                                                              | ۱٬۵۰۰٬۰۰۰           |
| تشییع جنازه دولتی آبراهام لینکلن                   | ۱۹ آوریل – ۳ مه ۱۸۶۵ | ایالات متحده آمریکا | واشینگتن، دی.سی.، پنسیلوانیا، نیویورک، اوهایو، ایندیانا و ایلینوی | ۷٬۰۰۰٬۰۰۰           |
| تشییع جنازه دولتی ویکتور هوگو                      | ۱ ژوئن ۱۸۸۵          | فرانسه              | پاریس                                                             | ۳٬۰۰۰٬۰۰۰–۲٬۰۰۰٬۰۰۰ |
| تشییع جنازه ویلهلم یکم، امپراتور آلمان             | ۱۲ – ۱۶ مارس ۱۸۸۸    | آلمان               | برلین                                                             | ۲۰۰٬۰۰۰             |
| تشییع جنازه ولادیمیر لنین                          | ۲۷ ژانویه ۱۹۲۴       | اتحاد جماهیر شوروی  | مسکو                                                              | ۱٬۰۰۰٬۰۰۰–۵۰۰٬۰۰۰   |
| تشییع جنازه دولتی مصطفی کمال آتاتورک               | ۲۱ نوامبر ۱۹۳۸       | ترکیه               | آنکارا                                                            | ۸۰٬۰۰۰              |
| تشییع جنازه فرانکلین دلانو روزولت                  | ۱۳ – ۱۵ آوریل ۱۹۴۵   | ایالات متحده آمریکا | واشینگتن، دی.سی. و نیویورک                                        | ۵۰۰٬۰۰۰             |
| تشییع جنازه مهاتما گاندی                           | ۳۱ ژانویه ۱۹۴۸       | هند                 | دهلی نو                                                           | ۲٬۰۰۰٬۰۰۰–۱٬۰۰۰٬۰۰۰ |
| تشییع جنازه محمد علی جناح                          | ۱۲ سپتامبر ۱۹۴۸      | پاکستان             | کراچی                                                             | ۱٬۰۰۰٬۰۰۰           |
| تشییع جنازه اوا پرون                               | ۱۱ اوت ۱۹۵۲          | آرژانتین            | بوئنس آیرس                                                        | ۳٬۰۰۰٬۰۰۰–۲٬۰۰۰٬۰۰۰ |
| تشییع جنازه ژوزف استالین                           | ۵ – ۹ مارس ۱۹۵۳      | اتحاد جماهیر شوروی  | مسکو                                                              | ۲٬۰۰۰٬۰۰۰           |
| تشییع جنازه دولتی جان اف. کندی                     | ۲۲ – ۲۵ نوامبر ۱۹۶۳  | ایالات متحده آمریکا | واشینگتن، دی.سی. و ویرجینیا                                       | بیش از ۲۵۰٬۰۰۰      |
| تشییع جنازه دولتی جواهر لعل نهرو                   | ۲۸ مه ۱۹۶۴           | هند                 | دهلی نو                                                           | ۱٬۵۰۰٬۰۰۰           |
| تشییع جنازه وینستون چرچیل                          | ۳۰ ژانویه ۱۹۶۵       | بریتانیا            | لندن                                                              | بیش از ۳۰۰٬۰۰۰      |
| تشییع جنازه فاطمه جناح                             | ۹ ژوئیه ۱۹۶۷         | پاکستان             | کراچی                                                             | ۶۰۰٬۰۰۰–۵۰۰٬۰۰۰     |
| تشییع جنازه مارتین لوتر کینگ جونیور                | ۱۹ آوریل ۱۹۶۸        | ایالات متحده آمریکا | آتلانتا                                                           | ۳۰۰٬۰۰۰–۱۰۰٬۰۰۰     |
| تشییع جنازه غلامرضا تختی                           | ۱۷ ژانویه ۱۹۶۸       | ایران               | تهران و ری                                                        | ۴۰۰٬۰۰۰             |
| تشییع جنازه یوری گاگارین                           | ۳۰ مارس ۱۹۶۸         | اتحاد جماهیر شوروی  | مسکو                                                              | بیش از ۴۰٬۰۰۰       |
| تشییع جنازه سی.ان. آناندورای                       | ۴ فوریه ۱۹۶۹         | هند                 | چنای                                                              | ۱۵٬۰۰۰٬۰۰۰          |
| تشییع جنازه هو شی مین                              | ۹ سپتامبر ۱۹۶۹       | ویتنام              | هانوی                                                             | ۲۵۰٬۰۰۰             |
| تشییع جنازه جمال عبدالناصر                         | ۱ اکتبر ۱۹۷۰         | مصر                 | قاهره                                                             | ۵٬۰۰۰٬۰۰۰           |
| تشییع جنازه ام کلثوم                               | ۵ فوریه ۱۹۷۵         | مصر                 | قاهره                                                             | ۴٬۰۰۰٬۰۰۰           |
| تشییع جنازه دولتی چیانگ کای‌شک                      | ۱۶ آوریل ۱۹۷۵        | تایوان              | تایپه                                                             | بیش از ۲٬۰۰۰٬۰۰۰    |
| تشییع جنازه فرانسیسکو فرانکو                       | ۲۳ نوامبر ۱۹۷۵       | اسپانیا             | مادرید                                                            | ۵۰۰٬۰۰۰–۳۰۰٬۰۰۰     |
| تشییع جنازه مائو زدونگ                             | ۸ – ۱۹ سپتامبر ۱۹۷۶  | چین                 | پکن                                                               | ۱٬۰۰۰٬۰۰۰           |
| تشییع جنازه الویس پرسلی                            | ۱۸ اوت ۱۹۷۷          | ایالات متحده آمریکا | تنسی                                                              | بیش از ۱۰۰٬۰۰۰      |
| تشییع جنازه یوسیپ بروز تیتو                        | ۸ مه ۱۹۸۰            | یوگسلاوی            | بلگراد                                                            | ۷۰۰٬۰۰۰             |
| تشییع جنازه ولادیمیر ویسوتسکی                      | ۲۸ ژوئیه ۱۹۸۰        | اتحاد جماهیر شوروی  | مسکو                                                              | ۳۰۰٬۰۰۰–۳۰٬۰۰۰      |
| تشییع جنازه محمدرضا پهلوی                          | ۲۹ ژوئیه ۱۹۸۰        | مصر                 | قاهره                                                             | ۱۰۰٬۰۰۰             |
| تشییع جنازه لئونید برژنف                           | ۱۰ – ۱۵ نوامبر ۱۹۸۲  | اتحاد جماهیر شوروی  | مسکو                                                              | صدهاهزار نفر        |
| تشییع جنازه ایندیرا گاندی                          | ۳ نوامبر ۱۹۸۴        | هند                 | دهلی نو                                                           | بیش از ۱٬۰۰۰٬۰۰۰    |
| تشییع جنازه ماروتور راماچاندران                    | ۲۴ دسامبر ۱۹۸۷       | هند                 | چنای                                                              | ۲٬۰۰۰٬۰۰۰–۱٬۰۰۰٬۰۰۰ |
| تشییع جنازه چیانگ چینگ-کو                          | ۳۰ ژانویه ۱۹۸۸       | تایوان              | تایپه                                                             | بیش از ۱٬۲۰۰٬۰۰۰    |
| تشییع جنازه عبدالباسط عبدالصمد                     | ۳۰ نوامبر ۱۹۸۸       | مصر                 | قاهره                                                             | صدها هزار نفر       |
| تشییع جنازه دولتی امپراتور هیروهیتو                | ۲۴ فوریه ۱۹۸۹        | ژاپن                | توکیو                                                             | ۶۰۰٬۰۰۰–۲۰۰٬۰۰۰     |
| تشییع جنازه سید روح‌الله خمینی                      | ۱۳ – ۱۶ ژوئن ۱۹۸۹    | ایران               | تهران                                                             | ۱۰٬۲۰۰٬۰۰۰          |
| تشییع جنازه آیرتون سنا                             | ۵ مه ۱۹۹۴            | برزیل               | سائو پائولو                                                       | ۳٬۰۰۰٬۰۰۰           |
| تشییع جنازه شاهدخت ولز، دایانا                     | ۶ سپتامبر ۱۹۹۷       | بریتانیا            | لندن                                                              | بیش از ۱٬۰۰۰٬۰۰۰    |
| تشییع جنازه دولتی رونالد ریگان                     | ۹ – ۱۱ ژوئن ۲۰۰۴     | ایالات متحده آمریکا | واشینگتن، دی.سی. و کالیفرنیا                                      | ۲۰۰٬۰۰۰~            |
| تشییع جنازه پاپ ژان پل دوم                         | ۸ آوریل ۲۰۰۵         | واتیکان             | واتیکان                                                           | ۴٬۰۰۰٬۰۰۰           |
| تشییع جنازه دولتی محمد ظاهرشاه                     | ۲۴ ژوئیه ۲۰۰۷        | افغانستان           | کابل                                                              | هزاران نفر          |
| تشییع جنازه مایکل جکسون                            | ۷ ژوئیه ۲۰۰۹         | ایالات متحده آمریکا | لس آنجلس                                                          | ۱۷٬۵۰۰              |
| تشییع جنازه کیم جونگ ایل                           | ۲۸ دسامبر ۲۰۱۱       | کره شمالی           | پیونگ‌یانگ                                                         | ۲٬۰۰۰٬۰۰۰           |
| تشییع جنازه پاپ شنوده سوم اسکندریه                 | ۲۰ مارس ۲۰۱۲         | مصر                 | قاهره                                                             | ۲٬۰۰۰٬۰۰۰           |
| تشییع جنازه دولتی بال تاکری                        | ۱۸ نوامبر ۲۰۱۲       | هند                 | بمبئی                                                             | ۳٬۰۰۰٬۰۰۰–۱٬۰۰۰٬۰۰۰ |
| تشییع جنازه اکبر هاشمی رفسنجانی                    | ۹ – ۱۱ ژانویه ۲۰۱۷   | ایران               | تهران                                                             | ۲٬۵۰۰٬۰۰۰–۳۳۰٬۰۰۰   |
| تشییع جنازه آریتا فرانکلین                         | ۳۱ اوت ۲۰۱۸          | ایالات متحده آمریکا | دیترویت                                                           | ۱٬۰۰۰               |
| تشییع جنازه قاسم سلیمانی                           | ۴ – ۷ ژانویه ۲۰۲۰    | عراق ایران          | کاظمین، بغداد، نجف، کربلا، اهواز، مشهد، تهران، قم و کرمان         | ۸٬۷۰۰٬۰۰۰–۱٬۰۰۰٬۰۰۰ |
| تشییع جنازه میخائیل گورباچوف                       | ۳ سپتامبر ۲۰۲۲       | روسیه               | مسکو                                                              | هزاران نفر          |
| تشییع جنازه ملکه الیزابت دوم                       | ۱۹ سپتامبر ۲۰۲۲      | بریتانیا            | لندن و وینزر                                                      | ۲٬۰۰۰٬۰۰۰–۱٬۰۰۰٬۰۰۰ |
| تشییع جنازه سید ابراهیم رئیسی                      | ۲۱ – ۲۳ مه ۲۰۲۴      | ایران               | تبریز، تهران، بیرجند و مشهد                                       | ۱۲٬۰۰۰٬۰۰۰–۵۰۰٬۰۰۰~ |
| تشییع جنازه سید حسن نصرالله                        | ۲۳ فوریه ۲۰۲۵        | لبنان               | بیروت                                                             | ۱٬۴۰۰٬۰۰۰–۴۵۰٬۰۰۰   |
| تشییع جنازه کشته شدگان حملات ۱۴۰۴ اسرائیل به ایران | ۲۷ – ۳۰ ژوئن ۲۰۲۵    | ایران               | تهران، مشهد، بیجار، بندرعباس، کرمانشاه و ...                      | صدها هزار نفر       |